# Syndroom van Imerslund-Gräsbeck
Het syndroom van Imerslund-Gräsbeck is een zeldzame erfelijke stofwisselingsziekte. De aandoening is autosomaal recessief.
Bij deze ziekte vindt een stoornis plaats van de vitamine B12-receptoren. Daardoor ontstaan problemen bij het vormen van rode bloedcellen. Imerslund-Gräsbeck openbaart zich in de vroege kinderjaren door middel van bloedarmoede en proteïnurie.
Het syndroom dankt haar naam aan de Noorse kinderarts Olga Imerslund en de Finse klinisch biochemicus Armas Ralph Gustaf Gräsbeck.